# سيموناس دوكانتاس
سيموناس داكونتاس (28 أكتوبر 1793- 6 ديسمبر 1864) هو مؤرخ، وكاتب، وعالم بوصف الأجناس البشرية ليتواني/ساموغيتي. يعد أحد رواد النهضة الوطنية الليتوانية، يُنسب له كونه مؤلف أول كتاب عن تاريخ ليتوانيا باللغة الليتوانية. نُشر عدد قليل من أعماله خلال حياته وتوفي بشكل غامض. مع ذلك، أعيد اكتشاف أعماله خلال مراحل لاحقة من النهضة الوطنية. عكست آراءه الاتجاهات الرئيسية الثلاثة للقرن التاسع عشر وهي: الرومانسية والقومية والليبرالية.
ولد دوكانتاس في ساموغيتيا لعائلة ليتوانية. على الأرجح أنه ابن فلاحين أحرار، قدم لاحقًا دليلًا على ولادته من طبقة نبيلة كي يحصل على إجازة جامعية وترقية في عمله الحكومي. التحق بمدارس في كريتينغا وزيمايكيو كالفاريجا وكان معروفًا بأنه طالب ممتاز. درس دوكانتاس القانون في جامعة فيلنيوس، على الرغم من اهتمامه بفقه اللغة والتاريخ. عمل بعد تخرجه كموظف مدني في الإمبراطورية الروسية منذ عام 1825 حتى عام 1850. عمل في البداية في مكتب الحاكم العام لليفونيا، وأسيتونيا وكورلاند في ريغا، ثم انتقل إلى سانت بطرسبرغ ليعمل في مجلس الشيوخ الحاكم. أتيحت له في مجلس الشيوخ فرصة دراسة الميتريكا الليتواني، أرشيف الدولة من الوثائق القانونية لدوقية ليتوانيا الكبرى بين القرنين 14-18. في عام 1850، تقاعد دوكانتاس من عمله بسبب سوء صحته وعاد إلى ساموغوتيا حيث عاش في فارنياي تحت رعاية الأسقف موتيجيوس فالانسيوس لعدة سنوات. كان يأمل أن ينشر بعض أعماله بمساعدة الأسقف، لكن الأسقف أعطى الأولوية للأعمال الدينية وبدأ النزاع بينهما. في عام 1855، انتقل دوكانتاس إلى جونسفيرلوكا في لاتيفا الحالية ولاحقًا إلى بابيلي حيث توفي بشكل غامض في عام 1864.
رغم أن دوكانتاس كان يعرف سبع لغات، لكنه لم ينشر سوى باللغة الليتوانية. كان كاتبًا كثير الإنتاج وعمل على مجال واسع من الكتب- دراسات عن تاريخ ليتوانيا، ومنشورات عن المصادر التاريخية الأساسية، ومجموعات من الفلكلور الليتواني، والقواميس البولندية الليتوانية، وكتب مدرسية لاتينية لأطفال المدارس، وكتاب تمهيدي عن اللغة الليتوانية، وكتاب الصلوات الكاثوليكية، وكتيبات زراعية للفلاحين، وترجمات لنصوص رومانية كلاسيكية، ورواية للشباب مستوحاة من رواية روبنسون كروزو. من ناحية ثانية، نُشر عدد قليل فقط من هذه الأعمال خلال حياته. تمكن من نشر دراسة واحدة فقط من الدراسات الأربعة عن التاريخ حملت عنوان شخصية الليتوانيين القدماء، والهايلاندريين والساموغيتيين، في عام 1845. في حين أنه كان واسع المعرفة والقراءة يمضي وقتًا وجهدًا كبيرًا في إيجاد المصادر الأولية، فإن أعماله التاريخية تأثرت كثيرًا بالقومية الرومنسية، وتجسد الماضي بشكل مثالي. استخدم أوصافًا شعرية وعناصر خطابية، ولغة عاطفية جعلت أعماله التاريخية أقرب إلى العمل الأدبي. لا تُقيم سجلاته التاريخية بسبب محتواها العلمي، إنما لمساهمتها في تطوير الهوية الوطنية الليتوانية.
بعد إغلاق جامعة فيلنيوس في عام 1832، لم يكن لدى الليتوانيين مؤرخ مُدرب بشكل احترافي حتى عام 1904، وقد استخدم سجلات دوكانتاس التاريخية بشكل كبير. عرف دوكانتاس اللغة بأنها العامل المحدد للهوية وتحدث بوضوح عن المشاعر القومية المناهضة للبولنديين والتي أصبحت الأفكار الأساسية للنهضة الوطنية الليتوانية والتي استمر وجودها في التدوين الليتواني حتى القرن الحادي والعشرين.

## سيرته الذاتية

### أصوله وتعليمه الأساسي
ولد دوكانتاس بتاريخ 28 أكتوبر 1793 في كالفياي بالقرب من لينكيماي في ساموغيتيا. كان الولد الأكبر بين سبعة أطفال (ولدين وخمس بنات). درس أخوه أليكساندراس، بمساعدة دوكانتاس، الطب في جامعة فيلنيوس. أكدت سجلات المعمودية للولدين (ولكن ليس البنتين) بأنهما كانا من أبناء النبلاء الليتوانيين. حدث نقاش أكاديمي حول فيما إذا كانت هذه المعلومات دقيقة أو مزورة بغرض توفير فرص أفضل للولدين في الحياة، وكانت هذه ممارسة شائعة بين الفلاحين الأكثر ثراءً في ذلك الوقت. كشف تحليل لموجودات قصر سكوداس أن العائلة كانت من الفلاحين الأحرار- المختلفين عن الأقنان بأن لديهم بعض الحريات الشخصية وكانوا يدفعون أجرة الإبراء بدلًا من العمل بالسخرة. عندما تمت مصادرة القصر من عائلة سابيهاس بسبب مشاركتهم في انتفاضة نوفمبر عام 1831، تحول أفراد العائلة إلى أقنان. من ناحية أخرى، ناقش إيمانتاس ميلوس بأن الموجودات لوحدها لا تثبت أن العائلة لم تكن من أصل نبيل لأن العديد من النبلاء الفقراء كانوا متساوين مع الفلاحين ودفعوا أجرة إبراء لأصحاب القصور الأكثر ثراءً منهم. عملت العائلة في 1.5 فولكوس من الأرض والمراعي وجمعت النقود من أجل إيجار الإبراء عن طريق بيع الكتان في ريغا وليباجا. بحسب النقوش المنقوشة على شاهدة قبر والدة دوكانتاس، فإنها وزوجها شاركا في معركة بالقرب من ليباجا خلال انتفاضة كوسيزكو ضد تقسيمات الكومنويلث البولندية الليتوانية. ذُكر والده بين عامي 1799-1800 على أنه حارس غابة مزرعة.
موّل تعليم دوكانتاس عمه، القسيس سيموناس لوباسينكيس (توفي عام 1814). التحق دوكانتاس بمدرسة ابتدائية في كريتينجا لمدة سنتين. عندما زار المدرسة مفتش من جامعة فيلنيوس في عام 1808، كان دوكانتاس على قائمة الطلاب النموذجيين الستة عشر (من أصل 68 طالب). تضمن المنهج الدراسي للمدرسة دروسًا عن القواعد اللاتينية والبولندية، والجغرافيا، والحساب، والدين، والأخلاق. انضم دوكانتاس في مرحلة ما، إلى مدرسة من أربع صفوف وست سنوات (الصفين الأخيرين يتطلبان سنتين لإنهائهما) في زيماسيو كالفاريجا. صنفه مفتش آخر بأنه أحد أفضل أربعة طلاب في الصف الرابع الأخير في عام 1814. فرضت جامعة فيلنيوس منهج المدرسة وضمّنت فيه القانون الطبيعي (كتاب مدرسي للكاتب هيرونيم ستروينوفسكي)، والعصور القديمة الكلاسيكية، والبلاغة، والجغرافيا، والهندسة، والجبر، والفيزياء، والعلوم الطبيعية (كتاب مدرسي للكاتب ستانيسلاف بونيفاتسي يونديو)، والبستنة. من ناحية ثانية، ونظرًا لأن جميع المعلمين كانوا رهبانًا دومينيكان، كان على الطلاب أن يحضروا قداسات يومية ويذهبوا للاعتراف شهريًا. كانت تُدرس المواد باللغة البولندية، ومُنع استخدام الساموغية (الليتوانية)، حتى بين الطلاب، في نوفمبر من عام 1806. كان المبرر المنطقي الرسمي هو لتسهيل تعلم اللغة البولندية. من ناحية أخرى، كما أكد لاحقًا موتيجيوس فالانسيوس، فإن أيًا من الطلاب أو المدرسين لم يكونوا يعرفون البولندية جيدًا ولم يتعلم دوكانتاس أبدًا اللفظ البولندي بشكل ملائم.
في عام 1814، سافر دوكانتاس، بعشرة روبلات في جيبه وحقيبة ملابسه على ظهره، سيرًا على الأقدام من ساموغيتيا إلى فيلنيوس للالتحاق بمدرسة فيلنيوس الثانوية للذكور. بدأ العام الدراسي في 1 سبتمبر، لكن دوكانتس لم يسجل حتى 26 سبتمبر كطالب سنة خامسة. في ذلك العام الدراسي، كان لدى المدرسة 423 طالب، معظمهم أبناء نبلاء ومسؤولين. كانت المدرسة، إضافة إلى فيلنيوس بشكل عام، تتعافى بعد الغزو الفرنسي لروسيا في عام 1812. حل محل مباني المدرسة الأصلية مستشفى حرب، وبالتالي تشاركت بشكل مؤقت غرفًا مع جامعة فيلنيوس. في يونيو-يوليو 1815، نظمت المدرسة اختبارًا عامًا سنويًا لطلابها حضره أعضاء من رجال الدين والأساتذة الجامعيين. أُدرج دوكانتاس من ضمن 14 طالبًا تميزوا خلال هذا الحدث. تخرج بنجاح من المدرسة الثانوية في أوائل صيف عام 1816.